# Coleridge (cráter)
Coleridge es un cráter de impacto de 112 km de diámetro del planeta Mercurio. Debe su nombre al poeta y filósofo inglés  Samuel Taylor Coleridge (1772-1834), y su nombre fue aprobado por la  Unión Astronómica Internacional en 1976.